# SuperLiga Norte-Americana
A SuperLiga Norte-Americana, mais conhecida como SuperLiga, foi um campeonato de futebol jogado entre equipes do EUA, Canadá e México que disputavam o título de campeão da América do Norte.

## História
A Superliga teve início em 24 de julho de 2007 com oito times, sendo quatro da MLS, a liga de futebol estadunidense (com participação do Canadá) e da La Primera División del Fútbol Mexicano, a primeira divisão do futebol mexicano. As oito primeiras equipes a participar da primeira Superliga são América, Chivas Guadalajara, Monarcas Morelia e Pachuca do México e DC United, FC Dallas, Houston Dynamo e Los Angeles Galaxy pela MLS. 
Toda edição ocorria em um país-sede. Em 2007 e 2008, o país-sede foi os EUA. 
As equipes eram divididas em dois grupos de quatro. Classificavam-se os dois primeiros de cada grupo, que faziam a semifinal com o primeiro colocado de um grupo jogando com o segundo do outro e os vencedores faziam a final.
O logotipo da Superliga, uma pluma, foi inspirado nos símbolos representativos dos países participantes: a águia careca, nativa dos EUA e Canadá, e a águia dourada que aparece na bandeira mexicana.
O vencedor embolsava um prêmio de um milhão de dólares.

### Superliga 2007
A equipe estadunidense Los Angeles Galaxy, do craque britânico David Beckham, e a equipe mexicana Pachuca, campeã da Copa dos Campeões da CONCACAF de 2007, fizeram, em 29 de agosto de 2007, a primeira final da primeira Superliga.
Após um empate no tempo normal em 1x1, o Pachuca sagrou-se o primeiro campeão da primeira Superliga em uma dramática decisão por penaltis com placar final de 4x3.
Landon Donovan, do Los Angeles Galaxy, foi o primeiro artilheiro da primeira Superliga com 4 gols marcados.

### Superliga 2008
A Superliga 2008 foi novamente disputada nos EUA de 12 de julho até 5 de agosto. Os quatro melhores times da MLS Cup - os dois melhores da conferência leste e os dois melhores da conferência oeste - disputaram a competição. Foram classificados o Chivas USA (primeira participação), DC United (segunda participação), Houston Dynamo (segunda participação) e o New England Revolution (primeira participação). Além do campeão do ano anterior, o Pachuca, as equipes mexicanas classificadas foram o Atlante (primeira participação), o Chivas Guadalajara (segunda) e o Santos Laguna (primeira).
O Houston Dynamo chegou pela primeira vez à final ao eliminar o campeão do ano anterior, o Pachuca. O seu adversário foi o New England Revolution, que eliminou o Atlante na outra semifinal.
O New England Revolution tornou-se campeão da Superliga 2008 ao derrotar o Houston Dynamo em disputa de pênaltis por 6x5 após um empate em 2x2 no tempo normal.
Stuart Holden, do Houston Dynamo; Ante Razov, do Chivas USA e Shalrie Joseph, do New England Revolution, dividiram a artilharia da competição com 3 gols cada um.

### Superliga 2009
Pelo terceiro ano seguido, a Superliga é disputada nos EUA, desta vez de 20 de junho até 5 de agosto de 2009. As equipes da MLS que participam da Superliga deste anos são: Chicago Fire, Chivas USA, Kansas City Wizards e o campeão de 2008 New England Revolution. O Chicago Fire e o Kansas City Wizards participam pela primeira vez; o Chivas USA e o New England Revolution pela segunda. Entre as equipes do México, o Atlas, o Santos Laguna, O Tigres UANL, e o San Luis. É a segunda participação do Santos Laguna enquanto que os outros eram estreantes. 
A grande final foi entre Chicago Fire e Tigres UANL. Após um empate em 1x1, no tempo normal, os Tigres venceram na decisão por pênaltis por 4x3. 
O mexicano Armando Pulido, do Tigres UANL, foi o artilheiro da competição com 3 gols.

### Superliga 2010
A MLS e a Federación Mexicana de Fútbol anunciaram oficialmente a data de início da Superliga 2010 em 14 de julho próximo, três dias após o término da Copa do Mundo de 2010. As equipes da MLS foram: Chicago Fire, Chivas USA, Houston Dynamo e New England Revolution. As equipes do México: Pachuca, Monarcas Morelia, Pumas UNAM e Puebla, sendo a primeira participação de Puebla e Pumas UNAM. 
A final foi entre New England Revolution e Monarcas Morelia com vitória da equipe mexicana por 2x1. 
O artilheiro foi o mexicano Miguel Sabah com 4 gols.

### Superliga 2011 e cancelamento
A MLS definiu as equipes que iriam participar da Superliga 2011: Real Salt Lake, Red Bull New York, Columbus Crew, San José Earthquakes. Todos debutavam na competição. A Federación Mexicana de Fútbol ainda não tinha anunciado seus representantes quando houve o cancelamento em março desse mesmo ano.

## Campeões
| Ano           | País-sede | Campeão                | Placar                 | Vice-campeão           |
| ------------- | --------- | ---------------------- | ---------------------- | ---------------------- |
| 2007 Detalhes | EUA       | Pachuca                | 1 - 1 (Penaltis 4 - 3) | Los Angeles Galaxy     |
| 2008 Detalhes | EUA       | New England Revolution | 2 - 2 (Penaltis 6 - 5) | Houston Dynamo         |
| 2009 Detalhes | EUA       | Tigres UANL            | 1 - 1 (Penaltis 4 - 3) | Chicago Fire           |
| 2010 Detalhes | EUA       | Monarcas Morelia       | 2 - 1                  | New England Revolution |

## Participações
| País   | Equipe                 | Participações | Anos           |
| ------ | ---------------------- | ------------- | -------------- |
| EUA    | Chivas USA             | 3             | 2008 2009 2010 |
| EUA    | Houston Dynamo         | 3             | 2007 2008 2010 |
| EUA    | New England Revolution | 3             | 2008 2009 2010 |
| México | Pachuca                | 3             | 2007 2008 2010 |
| EUA    | Chicago Fire           | 2             | 2009 2010      |
| México | Chivas Guadalajara     | 2             | 2007 2008      |
| EUA    | DC United              | 2             | 2007 2008      |
| México | Monarcas Morelia       | 2             | 2007 2010      |
| México | Santos Laguna          | 2             | 2008 2009      |
| México | América                | 1             | 2007           |
| México | Atlante                | 1             | 2008           |
| México | Atlas                  | 1             | 2009           |
| EUA    | FC Dallas              | 1             | 2007           |
| EUA    | Kansas City Wizards    | 1             | 2009           |
| EUA    | Los Angeles Galaxy     | 1             | 2007           |
| México | Puebla                 | 1             | 2010           |
| México | Pumas UNAM             | 1             | 2010           |
| México | San Luis               | 1             | 2009           |
| México | Tigres UANL            | 1             | 2009           |

## Artilheiros
| Ano  | Origem  | Equipe                 | Jogador        | Gols |
| ---- | ------- | ---------------------- | -------------- | ---- |
| 2007 | EUA     | Los Angeles Galaxy     | Landon Donovan | 4    |
| 2008 | EUA     | Houston Dynamo         | Stuart Holden  | 3    |
| 2008 | EUA     | Chivas USA             | Ante Razov     | 3    |
| 2008 | Granada | New England Revolution | Shalrie Joseph | 3    |
| 2009 | México  | Tigres UANL            | Armando Pulido | 3    |
| 2010 | México  | Monarcas Morelia       | Miguel Sabah   | 4    |